# ヤイロ

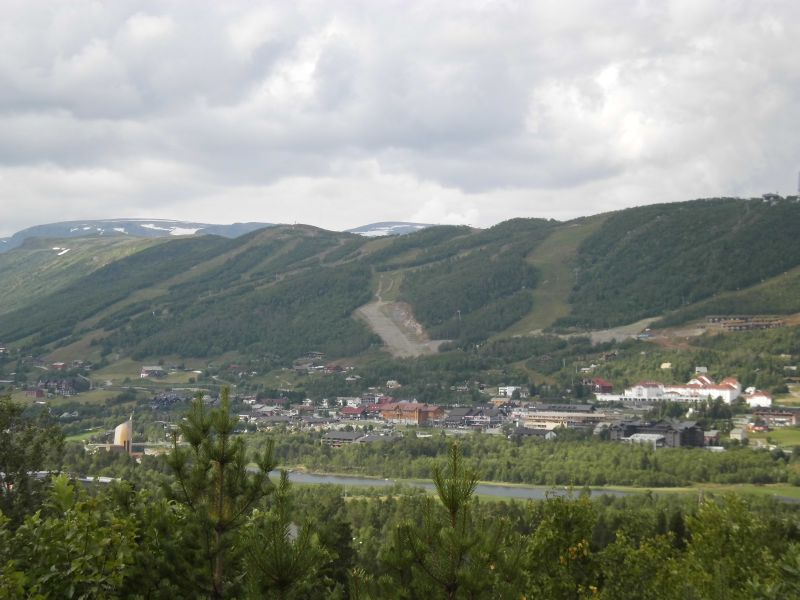
ヤイロ（2012年撮影）

ヤイロ（Geilo）はノルウェーのブスケルー県ホール市にある都市である。人口は1,547人（2015年）。

## 概要
- リゾート地が有名[2]で、1980年2月に行われた第2回冬季パラリンピック[3]、2006年から毎年1回行われるアイスミュージックフェスティバル（英語版）[4]、1981年にハンセン病の疫学に関する国際学会の開催地[5]である。
- ベルゲン線の駅にある。